# Erinnyis lassauxii
Erinnyis lassauxii là một loài bướm đêm thuộc họ Sphingidae. Nó sống ở phần phía bắc của Nam Mỹ, qua Trung Mỹ, và vùng thấp hơn của Hoa Kỳ (Texas, New Mexico, và Arizona). Con sâu ăn các loài thực vật papaya (Carica papaya), Manihot esculenta trong họ Euphorbiaceae (Euphorbiaceae), và nhiều loại cây trong họ Asclepiadaceae (Asclepiadaceae).

## Hình ảnh

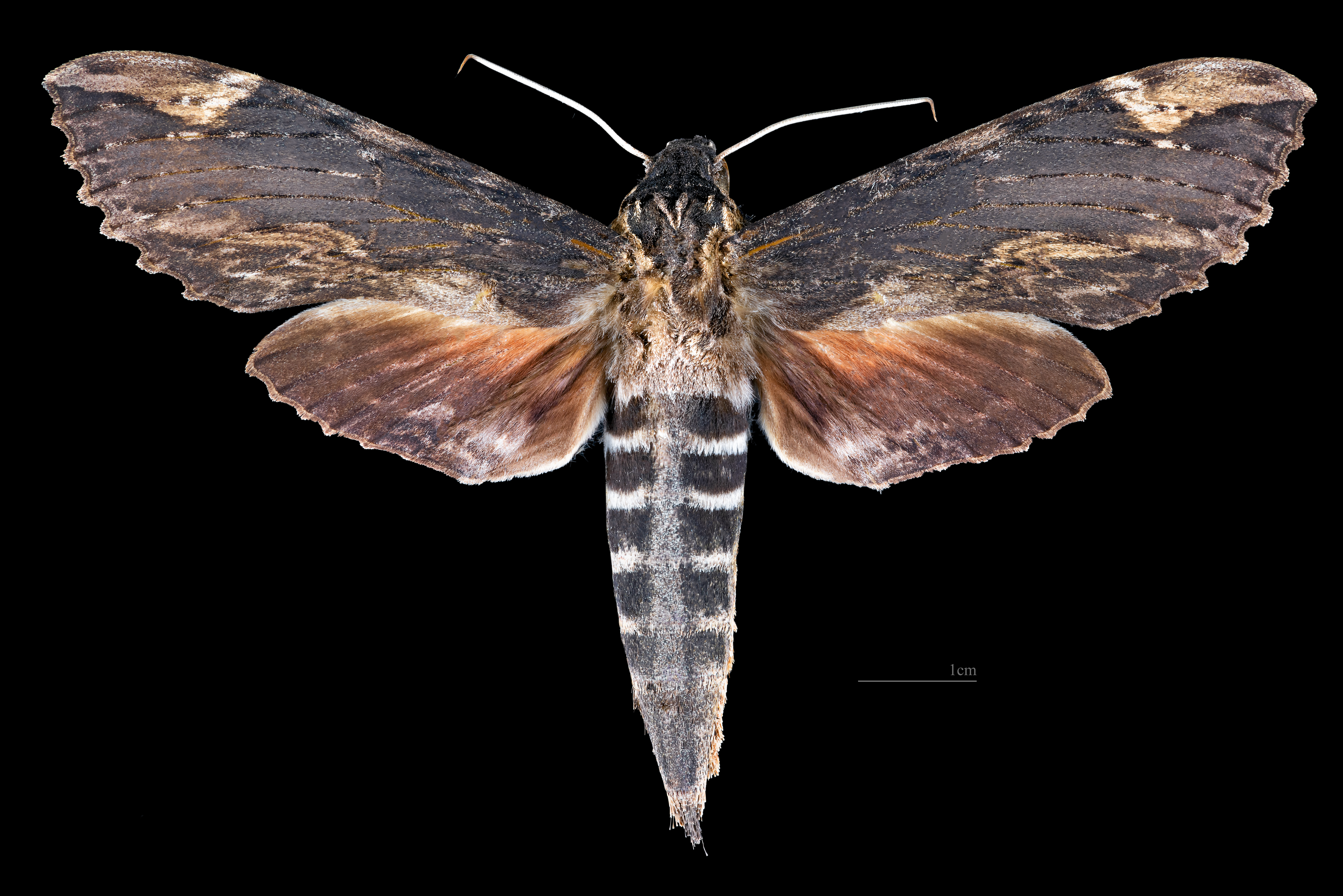
♀
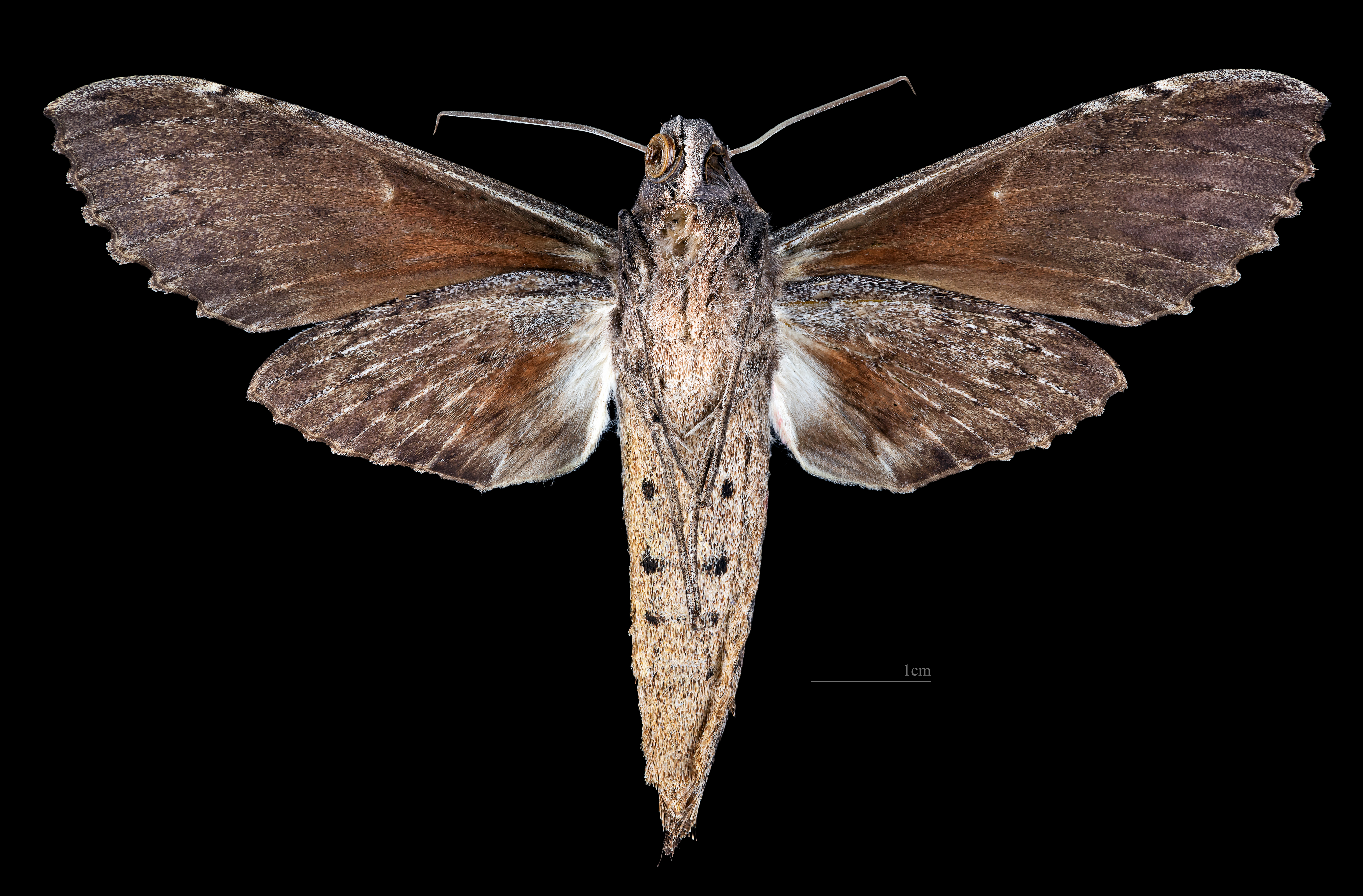
♀ △

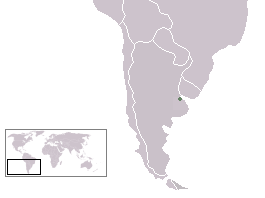
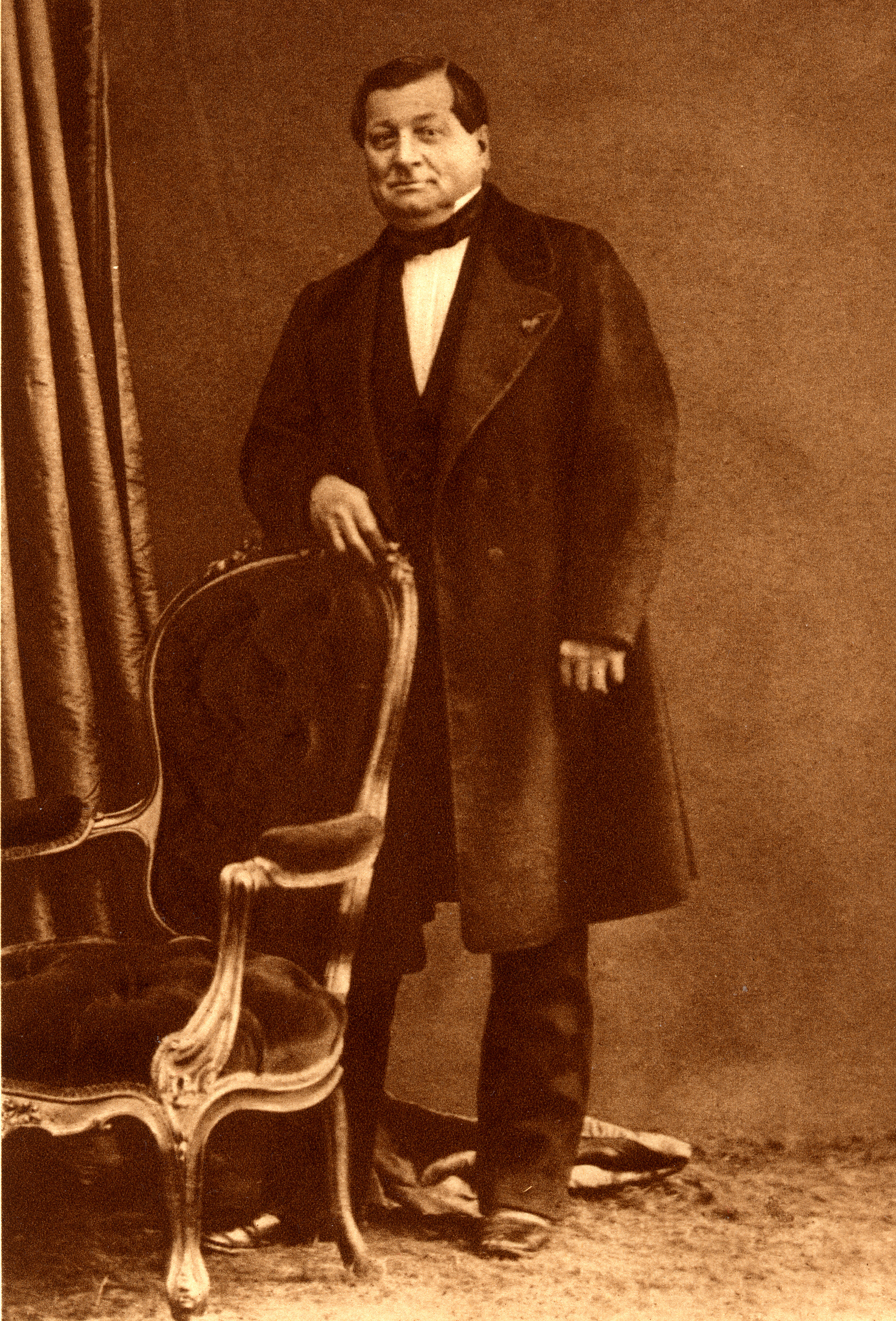
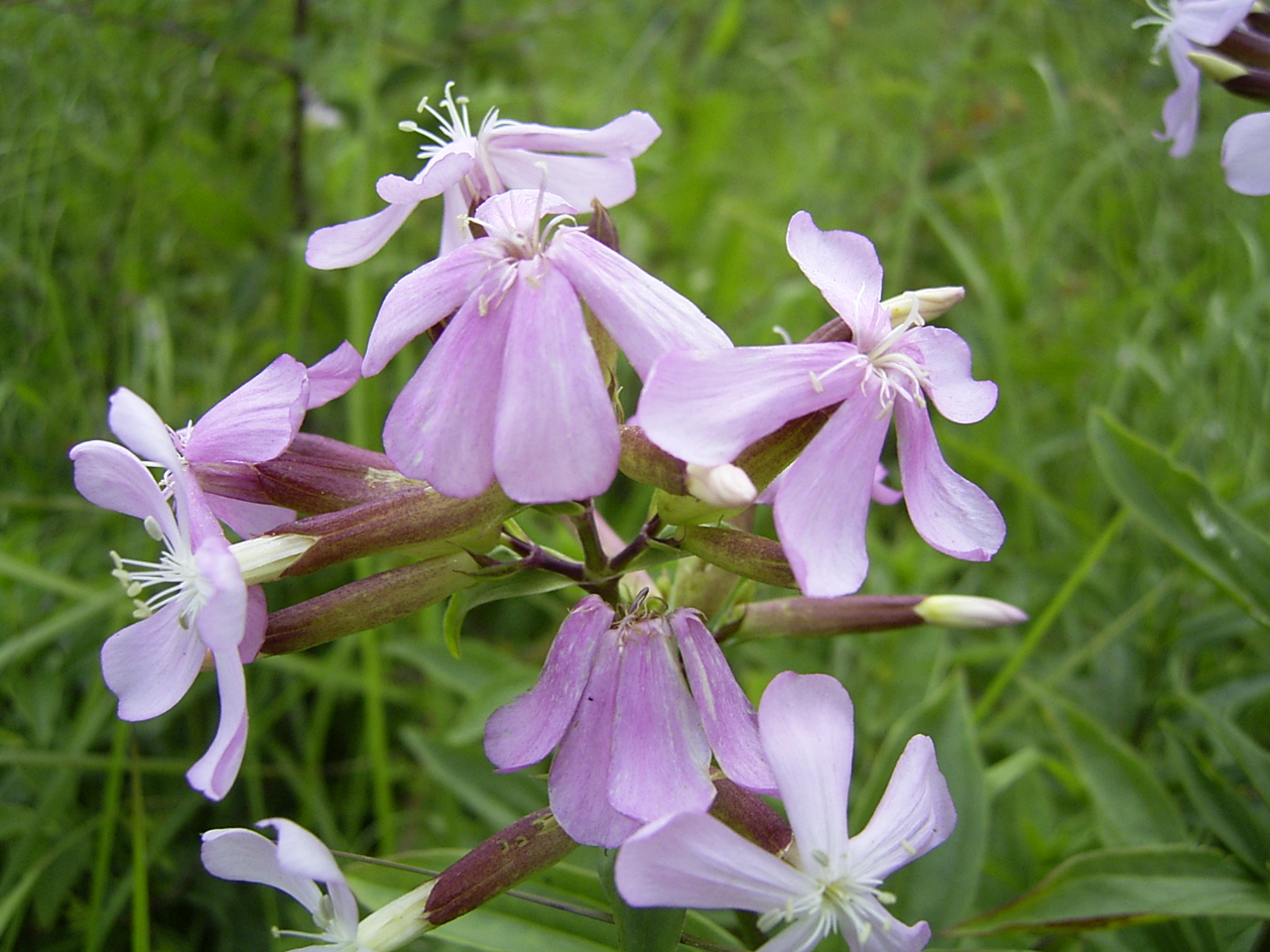